# اوبرشتادت
اوبرشتادت (به آلمانی: Oberstadt) یک شهر در آلمان است که در هیلدبورگهاوزن واقع شده‌است. اوبرشتادت ۴۰۵ نفر جمعیت دارد.